# An Phước (Đồng Nai)
An Phước is een xã in het Vietnamese district Long Thành, Đồng Nai. Het ligt even ten noorden van het vliegveld in aanbouw Internationale Luchthaven Long Thành.